# Алыкель (посёлок)
Алыкёль — упразднённый военный городок на территории городского округа город Норильск в Красноярском крае России.
Посёлок для военных строителей в/ч 21004 (37-й отдельный аэродромно-строительный полк около Норильска, неподалёку от аэропорта Норильск).

## Происхождение названия
Название происходит от слов на долганском языке и на языке народа саха: Алыы күөл — болотистая поляна, дословно — поляна (долина) озёр

## География
Посёлок окружён заболоченной тундрой, по окраинам проходит железнодорожная ветка Дудинка — Норильск и автодороги 04А-987, Норильск – Алыкель. За железной дорогой к северо-восток находится озеро Алыкёль.

## История
В 1961-м горисполком выделил в районе станции Алыкёль земельные участки для строительства «объекта № 1305» — будущий аэропорт. В том же году к работам приступил 37-й отдельный аэродромно-строительный полк — в/ч 21004. Военный городок построили военные строители для своего размещения, он и стал постоянным местом дислокации полка. Позже в военном городке выделили квартиры для лётчиков эскадрильи военно-транспортной авиации (несколько самолётов и вертолётов) С 1987 по 1990 год военные лётчики составляли примерно 3-4 % численности военных строителей. 3 жилых 9-ти этажных дома строили для размещения семей лётчиков авиаполка запланированного для передислокации из другого региона страны, которая так и не состоялось.
С расформированием в/ч 21004 прекратил существование и военный городок военных строителей.
Посёлок демонтируются с 2020 года.

## Инфраструктура
Военный городок построен и стал постоянным местом дислокации в/ч 21004 (37-й отдельный аэродромно-строительный полк (два строительных батальона, батальон механизации и автомобильный батальон). Задачами полка было строительство аэропорта Алыкель и обустройство воинских частей и подразделений на п-ве Таймыр, вплоть до островов Северного Ледовитого океана.
В военном городке располагались 3 казармы для личного состава, здание штаба полка, здание штабов батальонов, солдатский клуб, солдатская столовая, столовая военторга, комплексное войсковое здание (общежитие, офицерская столовая и магазин военторга) солдатская баня, прачечная, две котельные, здание медицинского пункта, спортзал, вещевой и продовольственный склад, склад артиллерийского вооружения, склад строительного инструмента и строительных материалов, база ГСМ, автопарк автомобильного батальона, боксы техники батальона механизации, ремонтно-механические мастерские полка, подсобное хозяйство (свинарник и теплица), войсковая гауптвахта, гостиница. Три жилых пятиэтажных и два двух этажных дома для семей военнослужащих полка, здание средней школы. Позднее для семей лётчиков (так и не состоявшейся передислокации авиационной части с другого региона страны) начали строительство 3-х девятиэтажек, которые не был достроены и заселены.

## Транспорт
Автодорога Норильск – Алыкель.
Аэропорт «Алыкель», на базе бывшего военного аэродрома
В посёлке находилась и одноимённая железнодорожная станция, откуда поезда ходили на Дудинку и Норильск.